# Todd Mundt
Todd Mundt (Iowa City, Iowa, 17 de mayo de 1970) es un exjugador de baloncesto estadounidense que jugó una temporada en la NBA, además de hacerlo en la CBA y en la liga australiana. Con 2,13 metros de estatura, lo hacía en la posición de pívot.

## Trayectoria deportiva

### Universidad
Jugó durante tres temporadas con los Tigers de la Universidad de Memphis, en las que promedió 6,3 puntos y 5,1 rebotes por partido. Su último año como universitario lo jugó en la Universidad de Delta State de la División II de la NCAA, promediando 11,9 puntos y 6,4 rebotes.

### Profesional
Tras no ser elegido en el Draft de la NBA de 1993, sí lo fue en el de la CBA, fichando por los Rockford Lightning. En 1995 firma contrato con los Atlanta Hawks, con los que disputa 24 partidos en los que promedia 1,3 puntos y 1,0 rebotes, siendo despedido en el mes de marzo y fichando como agente libre poco después con los Boston Celtics, donde únicamente disputaría 9 partidos en los que consiguió únicamente seis puntos.
Regresó a los Lightning al año siguiente, marchándose en 1998 a jugar a la liga australiana, a los Newcastle Falcons, con los que en su primera temporada en el equipo promedió 13,6 puntos y 6,0 rebotes por partido. En 2000 fichó por los Wollongong Hawks, donde promedió 8,8 puntos y 4,9 rebotes por partido, antes de ser despedido mediada la temporada.

## Estadísticas de su carrera en la NBA

### Temporada regular
| Temporada | Edad | Equipo         | Liga | P  | TIT | MIN | TC  | TCA | %TC  | 3P  | 3PA | %3P | TL  | TLA | %TL  | R.OF. | R.DEF. | REB | ASIS | ROB | TAP | PER | FP  | PTS |
| 1995-96   | 25   | TOTAL          | NBA  | 33 | 0   | 4.6 | 0.5 | 1.2 | .390 | 0.0 | 0.0 |     | 0.2 | 0.2 | .625 | 0.3   | 0.5    | 0.8 | 0.1  | 0.1 | 0.2 | 0.1 | 0.9 | 1.1 |
| 1995-96   | 25   | Atlanta Hawks  | NBA  | 24 | 0   | 4.9 | 0.5 | 1.3 | .406 | 0.0 | 0.0 |     | 0.2 | 0.3 | .625 | 0.4   | 0.6    | 1.0 | 0.1  | 0.0 | 0.2 | 0.1 | 1.0 | 1.3 |
| 1995-96   | 25   | Boston Celtics | NBA  | 9  | 0   | 3.7 | 0.3 | 1.0 | .333 | 0.0 | 0.0 |     | 0.0 | 0.0 |      | 0.1   | 0.2    | 0.3 | 0.1  | 0.1 | 0.1 | 0.0 | 0.7 | 0.7 |
| Total     |      |                | NBA  | 33 | 0   | 4.6 | 0.5 | 1.2 | .390 | 0.0 | 0.0 |     | 0.2 | 0.2 | .625 | 0.3   | 0.5    | 0.8 | 0.1  | 0.1 | 0.2 | 0.1 | 0.9 | 1.1 |